# Luke Johnson (Eishockeyspieler)
Luke Johnson (* 19. September 1994 in Grand Forks, North Dakota) ist ein US-amerikanischer Eishockeyspieler, der seit August 2023 beim HK Metallurg Magnitogorsk aus der Kontinentalen Hockey-Liga (KHL) unter Vertrag steht und dort auf der Position des Centers spielt. Zuvor war Johnson unter anderem in den Organisationen der Chicago Blackhawks und Minnesota Wild aus der National Hockey League (NHL) aktiv. Sein Vater Steve Johnson und sein Cousin Paul LaDue waren bzw. sind ebenfalls professionelle Eishockeyspieler.

## Karriere
Johnson verbrachte den Beginn seiner Juniorenzeit zwischen 2011 und 2013 zunächst bei den Lincoln Stars in der United States Hockey League (USHL), wo er im Zeitraum der zwei Jahre insgesamt 125 Spiele absolvierte und dabei 103 Scorerpunkte erzielte. Zudem nahm er zweimal am USHL/NHL Top Prospects Game genannten All-Star-Game der Juniorenliga teil. In der Folge wurde der Stürmer im NHL Entry Draft 2013 in der fünften Runde an 134. Position von den Chicago Blackhawks aus der National Hockey League (NHL) ausgewählt. Im Sommer 2013 kehrte 19-Jährige jedoch zunächst in seine Geburtsstadt Grand Forks zurück, wo er ein Studium an der hiesigen University of North Dakota begann. In den folgenden drei Jahren war Johnson parallel dazu bei den Fighting Hawks, der Eishockeymannschaft der Universität, aktiv. Mit diesen spielte er in der National Collegiate Hockey Conference (NCHC), einer Division im Spielbetrieb der National Collegiate Athletic Association (NCAA). Mit der Universität gewann Johnson im Frühjahr 2016 die nationale Collegemeisterschaft der NCAA.
Nachdem der US-Amerikaner im April 2016 ein Vertragsangebot der Chicago Blackhawks erhalten hatte, entschied er sich, sein Studium vor dem vierten und finalen Jahr abzubrechen und in den Profibereich zu wechseln. Johnson unterzeichnete einen NHL-Einstiegsvertrag mit einer Laufzeit von drei Jahren, in denen er in seinen ersten beiden Spielzeiten aber ausschließlich bei den Rockford IceHogs in der American Hockey League (AHL) zu Einsätzen kam. Die IceHogs fungierten dabei als Farmteam der Chicago Blackhawks, bei denen der Mittelstürmer im Verlauf der Saison 2018/19 debütierte und zu insgesamt 15 Einsätzen kam. Hauptsächlich lief Johnson aber weiterhin für Rockford in der AHL auf. In der Folge wurde sein Vertrag über das Saisonende hinaus nicht verlängert, woraufhin er im Juli 2019 als Free Agent in die Organisation der Minnesota Wild wechselte. In den durch die COVID-19-Pandemie geprägten Spielzeiten 2019/20 und 2020/21 pendelte Johnson zwischen dem NHL-Kader Minnesotas und dem des AHL-Kooperationspartners Iowa Wild. Dennoch bestritt der Angreifer insgesamt 17 NHL-Spiele für die Minnesota Wild.
Jedoch erhielt der Offensivspieler auch dort im Sommer 2021 keinen Anschlussvertrag, sodass er – abermals als Free Agent – für eine Saison zu den Winnipeg Jets wechselte. Dort stand er ausschließlich für die Manitoba Moose in der AHL auf dem Eis. Im August 2022 fand Johnson in deren Ligakonkurrenten San Jose Barracuda einen neuen Arbeitgeber, nachdem er aus der NHL kein Angebot erhalten hatte. Er beendete dort schließlich die Saison und wechselte im folgenden August erneut das Team, als er sich dem HK Metallurg Magnitogorsk aus der Kontinentalen Hockey-Liga (KHL) anschloss. Mit dem Team gewann er am Ende der Saison 2023/24 den Gagarin-Pokal und die russische Meisterschaft.

### International
Für sein Heimatland war Johnson im Juniorenbereich bei dem Ivan Hlinka Memorial Tournament 2011 und der World Junior A Challenge 2012 aktiv. Bei beiden Turnieren bestritt der Stürmer jeweils vier Spiele und konnte im Rahmen der World Junior A Challenge die Goldmedaille gewinnen. Dazu steuerte er in den vier Turnierspielen ebenso viele Torvorlagen bei.

## Erfolge und Auszeichnungen
- 2012 Teilnahme am USHL/NHL Top Prospects Game
- 2013 Teilnahme am USHL/NHL Top Prospects Game
- 2016 NCAA-Division-I-Championship mit der University of North Dakota
- 2024 Gagarin-Pokal-Gewinn und Russischer Meister mit dem HK Metallurg Magnitogorsk

### International
- 2012 Goldmedaille bei der World Junior A Challenge

## Karrierestatistik
Stand: Ende der Saison 2023/24

### International
Vertrat die USA bei:
- Ivan Hlinka Memorial Tournament 2011
- World Junior A Challenge 2012

(Legende zur Spielerstatistik: Sp oder GP = absolvierte Spiele; T oder G = erzielte Tore; V oder A = erzielte Assists; Pkt oder Pts = erzielte Scorerpunkte; SM oder PIM = erhaltene Strafminuten; +/− = Plus/Minus-Bilanz; PP = erzielte Überzahltore; SH = erzielte Unterzahltore; GW = erzielte Siegtore; 1 Play-downs/Relegation; Kursiv: Statistik nicht vollständig)